# Modo dorico
Nella teoria musicale, il modo dorico è uno dei tre seguenti modi, fra di loro storicamente interconnessi:
- il modo dorico della musica greca antica, uno degli harmoniai, ovvero un comportamento melodico costruito a partire da intervalli scomposti e la scala ad esso associata
- il modo dorico della musica medievale, uno dei modi ecclesiastici
- il modo dorico della moderna modalità, ovvero una scala diatonica di note naturali ad esempio quella che coi soli tasti bianchi del pianoforte va da un re al re successivo, o una trasposizione a un'altra tonica di tale struttura.